# Campionato sudamericano maschile di pallacanestro 1997
Il 37º Campionato dell'America Meridionale Maschile di Pallacanestro (noto anche come FIBA South American Championship 1997) si è svolto dal 20 al 27 giugno 1997 a Maracaibo in Venezuela. Il torneo è stato vinto dalla nazionale uruguaiana.
I FIBA South American Championship sono una manifestazione contesa dalle squadre nazionali dell'America meridionale, organizzata dalla CONSUBASQUET (Confederazione America Meridionale), nell'ambito della FIBA Americas.

## Squadre partecipanti
- Argentina
- Bolivia
- Brasile
- Cile
- Colombia
- Ecuador
- Paraguay
- Perù
- Uruguay
- Venezuela

## Classifica finale
| Pos | Squadra   | V-P |
| --- | --------- | --- |
|     | Uruguay   | 5-2 |
|     | Venezuela | 6-1 |
|     | Argentina | 4-3 |
| 4   | Brasile   | 5-2 |
| 5   | Colombia  | 3-2 |
| 6   | Cile      | 2-3 |
| 7   | Paraguay  | 2-3 |
| 8   | Ecuador   | 1-4 |
| 9   | Perù      | 1-4 |
| 10  | Bolivia   | 0-5 |